# Aartsbisdom Nampula
Het aartsbisdom Nampula (Latijn: Archidioecesis Nampulensis) is een rooms-katholiek aartsbisdom met als zetel Nampula, in Mozambique. De aartsbisschop van Nampula is metropoliet van de kerkprovincie Nampula, waartoe ook de suffragane bisdommen Alto Molócuè, Gurué, Lichinga, Nacala en Pemba behoren.

## Geschiedenis
Het aartsbisdom werd opgericht op 4 september 1940, als het bisdom Nampula, uit delen van het nieuw verheven aartsbisdom Lourenço Marques, en was suffragaan aan het aartsbisdom Lourenço Marques. Op 4 juni 1984 werd het verheven tot metropolitaan aartsbisdom. 
Het verloor meermaals gebied bij de oprichting van de bisdommen Porto Amélia (1957), Vila Cabral (1963) en Nacala (1991). 

## Parochies
Het aartsbisdom had in 2021 een oppervlakte van 51.000 km2 en telde 4.208.000 inwoners waarvan 13,3% rooms-katholiek was.

## Ordinarii

### Bisschoppen
- Teófilo José Pereira de Andrade (12 mei 1941 - 17 februari 1951)
- Manuel de Medeiros Guerreiro (2 maart 1951 - 30 november 1966)

### Aartsbisschoppen
- Manuel da Silva Vieira Pinto (bisschop: 21 april 1967, aartsbisschop: 4 juni 1984 - 16 november 2000)
  - Germano Grachane (hulpbisschop: 22 januari 1990 - 11 oktober 1991)
- Tomé Makhweliha (16 november 2000 - 25 juli 2016)
  - Ernesto Maguengue (hulpbisschop: 6 augustus 2014 - 4 april 2022; apostolisch administrator: 25 juli 2016 - 11 juni 2017)
- Inácio Saúre (11 april 2017 - heden)